# Bohemaniella
Bohemaniella is een geslacht van kevers uit de familie van de loopkevers (Carabidae). De wetenschappelijke naam van het geslacht is voor het eerst geldig gepubliceerd in 2002 door Bousquet.

## Soorten
Het geslacht Bohemaniella omvat de volgende soorten:
- Bohemaniella africana (Putzeys, 1876)
- Bohemaniella brevilobis (Bates, 1886)
- Bohemaniella gigantea (Boheman, 1848)
- Bohemaniella minor (Peringuey, 1896)